# Мажимель, Бенуа
Бенуа́ Мажиме́ль (фр. Benoît Magimel; род. 11 мая 1974, Париж) — французский актёр.

## Биография

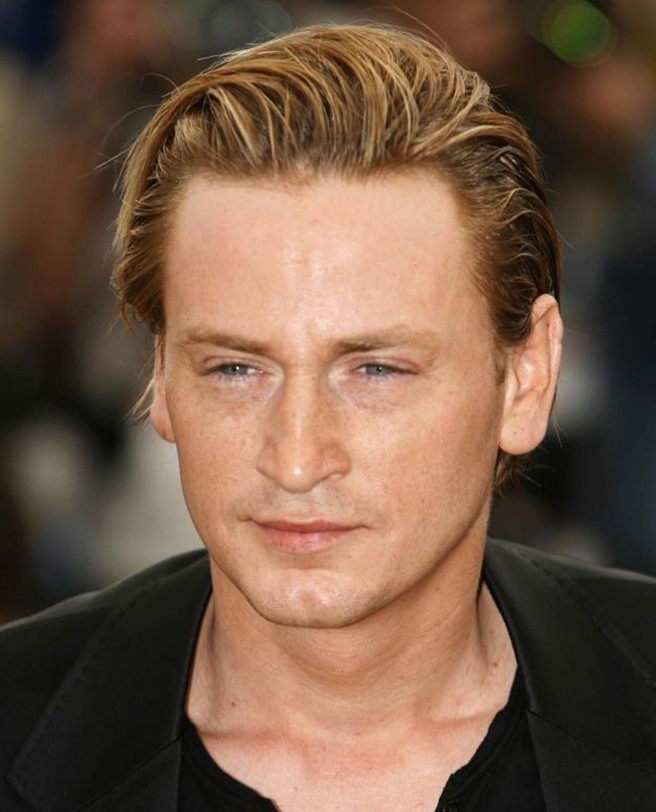
2006 год

Бенуа Мажимель родился в семье банковского служащего. В 12 лет он успешно прошёл кастинг и получил одну из двух главных ролей в фильме Этьена Шатилье «Жизнь — это длинная спокойная река». Социальная комедия из жизни 12-летних детей, перепутанных при рождении и выросших не у родных родителей, полюбилась и зрителям, и критикам и получила 4 «Сезара». За этой ролью последовали роли в комедии Кристины Липински «Папа ушёл, мама тоже» (1989) и в телевизионном сериале, а также выступления в различных телепередачах.
В 1993 году Мажимель снова снялся у Кристины Липински ― в «Украденной тетради», романтической драме о временах Второй мировой войны с участием Элоди Буше. За ней последовали многочисленные роли на телевидении. В 1995 году Бенуа Мажимель получает роль второго плана в фильме Матьё Кассовица «Ненависть» с участием Венсана Касселя и Саида Тагмауи, получивший приз за лучшую режиссуру на Каннском кинофестивале и три «Сезара», в том числе как лучший фильм года.
В 1996 году Мажимель снялся в эпизодической роли в фильме Андре Тешине «Воры» с участием Катрин Денёв и Даниэля Отёя. За эту роль Джимми Фонтаны в 1997 году Мажимель номинировался на «Сезар» как лучший начинающий актёр и приз Мишеля Симона. После главной роли эксцентричного Альфреда де Мюссе в историческом костюмном фильме Дианы Кюри «Дети века» 1999 года. Мажимель сыграл роль тщеславного короля Людовика XIV в драме «Король танцует» 2000 года, для чего провёл три месяца у балетного станка, изучая танцы эпохи барокко. Новым этапом в актёрской карьере Мажимеля стала главная мужская роль Вальтера Клеммера в фильме Михаэля Ханеке «Пианистка» по роману Эльфриды Елинек. Он и его партнёрша по фильму Изабель Юппер получили призы Каннского кинофестиваля 2001 года как лучшие актёры.
После ошеломительного успеха «Пианистки» Мажимель снялся в двух фильмах французского режиссёра Клода Шаброля. В триллере «Цветок зла» его партнёршами по фильму стали Сюзанн Флон и Натали Бай, с которой он уже снимался в ленте «От Матфея». В экранизации криминального романа Рут Ренделл «Подруга невесты» его партнёршей стала Лаура Смет. Европейской публике широко известен фильм «Багровые реки 2 — Ангелы Апокалипсиса» — продолжение «Багровых рек», в котором Мажимель снялся в дуэте с Жаном Рено вместо отказавшегося сниматься Венсана Касселя. В 2005 году Мажимель снялся в приключенческом фильме Жерара Пиреса «Рыцари неба» и триллере Лионеля Байлу «Честная игра» с участием Марион Котийяр и «Как говорит Шарли» Николь Гарсиа с участием Жана-Пьера Бакри.
В 2021 году исполнил главную роль в драме «После меня», за эту работу был удостоен премии «Сезар». На следующий год вновь получил «Сезар» за лучшую мужскую роль за работу в триллере «Мучения на островах» (фр. Pacifiction : Tourment sur les Îles). Мажимель стал первым актёром в истории премии, вручаемой с середины 1970-х годов, который получил награду в этой номинации дважды подряд.

## Личная жизнь
Бенуа Мажимель живёт в Париже; с 1999 по 2003 год его связывали близкие отношения с актрисой Жюльет Бинош, с которой он познакомился на съёмках фильма «Дети века». У них есть дочь Анна (род. 1999). В 2011 у Мажимеля родилась вторая дочь — Джинина.

## Фильмография
- 1988: Жизнь — это длинная спокойная река / La vie est un long fleuve tranquille
- 1989: Папа ушёл, мама тоже / Papa est parti, maman aussi
- 1993: Украденная тетрадь / Le cahier volé
- 1995: Одинокая девушка / La fille seule
- 1996: Ненависть / La haine
- 1996: Воры / Les voleurs
- 1999: Дети века / Les enfants du siècle
- 2000: От Матфея / Selon Matthieu
- 2000: Король танцует / Le roi danse
- 2001: Осиное гнездо / Nid de guêpes
- 2001: Пианистка / La pianiste
- 2001: Лиза /  Lisa
- 2003: Цветок зла / La fleur du mal
- 2003: Странные сады / Effroyables jardins
- 2004: Багровые реки 2: Ангелы апокалипсиса / Les rivières pourpres II — Les anges de l’apocalypse
- 2004: Подруга невесты / La demoiselle d’honneur
- 2005: Двуличие / Trouble
- 2005: Рыцари неба / Les Chevaliers du ciel
- 2006: Честная игра / Fair Play
- 2006: Как говорит Шарли / Selon Charlie
- 2007: Братва по-французски / Truands
- 2007: Близкие враги / L’ennemi intime
- 2007: Девушка, разрезанная надвое / La fille coupée en deux
- 2007: 24 меры / 24 mesures
- 2008: Индзу: чудовище в тени / Inju, la bête dans l’ombre
- 2008: Мы — легенды / Seuls two
- 2008: Возможность острова/ La possibilité d’une île
- 2010: Без улик / Sans laisser de traces
- 2010: Адвокат / L’avocat
- 2010: Маленькие секреты / Les petits mouchoirs
- 2010: Приятель / Mon pote
- 2011: Отряд особого назначения / Forces spéciales
- 2011: Встречный ветер /  Des vents contraires
- 2012: Мой путь / Cloclo
- 2013: Ради женщины / Pour une femme
- 2014: Французский транзит / La French
- 2015: Молодая кровь / La tête haute
- 2016: Дочь Бреста / La Fille de Brest
- 2016: Конвой / Le convoi
- 2016—2018: Марсель / Marseille
- 2017: Боль / La Douleur
- 2017: Углерод / Carbone
- 2019: Маленькие секреты большой компании / Nous finirons ensemble
- 2019: Моё прекрасное лето с Софи / Une fille facile
- 2020: Любовники / Amants
- 2021: После меня / De son vivant
- 2022: Невероятно, но факт /  Incroyable mais vrai
- 2022: Жак Мимун и тайна Вал Верде /  Jack Mimoun et les secrets de Val Verde
- 2022: Мучения на островах / Tourment sur les îles
- 2023: Розали / Rosalie
- 2023: Король улиц / Omar la fraise
- 2023: Рецепт любви / La Passion de Dodin Bouffant
- 2025: Де Голль / De Gaulle